# Псефеллюс сибирский
Псефеллюс сибирский (лат. Psephellus sibiricus) — травянистое растение, вид рода Псефеллюс, семейства Сложноцветные. Часто встречается под таксономически устаревшим названием Василёк сибирский. Редкий вид с сокращающейся численностью.

## Ботаническое описание
Многолетнее травянистое растение 5–50 см высотой с толстым ветвистым  корневищем. Всё растение беловойлочное. Стебли обычно в числе нескольких, раскинутые или восходящие. Прикорневые листья 5–35 см длиной, перисторассечённые. Верхние стеблевые листья цельные. Корзинки по 1–2(4) на стебле, до 5–7 см в диаметре. Листочки обёртки с перепончатыми, буро-жёлтыми, бахромчатыми придатками. Краевые цветки крупные, воронковидные, бесполые. Венчики ярко-розовые. Отгиб венчика надрезан на широкие доли. Семянки продолговатые, гладкие или слабо опушённые, около 5 мм длиной, с хохолком из буроватых зазубренных щетинок.
Цветёт в июле–августе, плодоносит в августе–сентябре. 

## Ареал
Европейско-западноазиатский вид. Произрастает в луговых степях и на остепненных лугах, в сосновых лесах на песчаных почвах, по остепнённым опушкам березовых колков. Ареал охватывает юго-восток европейской части России и юг Западной Сибири. Эндемик юго-востока европейской части России и Северного Казахстана.